# 博愛路 (嘉義市)
博愛路為臺灣嘉義市的南北向道路之一，全線以北興街分為二段。東以忠孝路為界，銜接博東路；南以嘉義縣市界為界，銜接嘉義縣水上鄉的中山路三段。全線隸屬於省道台1線的一部份，是主要連結嘉義市區與嘉義縣水上鄉的重要道路。

## 沿經行政區域
（由東北至西南）
- 東區（忠孝路－台鐵縱貫線南段）
- 西區（台鐵縱貫線南段－嘉義縣市界）

## 分段
（由東北至西南）
- 一段：忠孝路－北興街
- 二段：北興街－嘉義縣市界

## 車道配置
（由東北至西南）
- 博愛陸橋（不包含橋下道路）：
  - 雙向各二車道，並設有雙向各二機慢車道
  - 設置中央安全島及快慢車道分隔島
- 文化路和興達路－世賢路二段和世賢路三段：
  - 雙向各二車道並設有雙向各一機慢車道（內線禁行機慢車）
  - 設置中央安全島
- 世賢路二段和世賢路三段－嘉義縣市界：
  - 快車道：雙向各三車道並各設置一機慢車道（內二線禁行機慢車）
  - 慢車道：雙向各一車道
  - 設置中央綠化安全島及快慢車道綠化分隔島

## 沿線設施
（由東北至西南）

### 博愛路一段
- 博愛陸橋
- 北香湖公園（公3主題公園）
- 博愛新村
- 嘉義市政府警察局第一分局北興派出所（506號）

### 博愛路二段
- 嘉義市公車樂活2路/趣淘3路博愛北興街口站
- 思夢樂 （页面存档备份，存于）嘉義店（166號）
- 嘉義車站後站/嘉義市先期交通轉運中心（中興路1號）
- 佛光山嘉義會館（241號）
- 嘉義市公車中山幹線（綠線）/光林我嘉線（黃線）大潤發（博愛路）站
- 大潤發嘉義店（281號）
- 嘉義市農會（页面存档备份，存于）福全分部（北港路25號）
- 嘉義市公車樂活2路王國哲診所站
- 嘉義市公車光林我嘉線番子溝公園站
- 番子溝公園[]（公13及公14）
- 嘉義市政府警察局第一分局竹園派出所（455號）
- 嘉義市公車光林我嘉線嘉樂福觀光夜市站
- 嘉義縣農會（页面存档备份，存于）（459號）
- 家樂福嘉義店（461號）
- 嘉義客運/嘉義縣公車嘉創中心站
- 經濟部嘉義產業創新研發中心 （页面存档备份，存于）（569號）
- 嘉義客運/嘉義縣公車劉厝站
- 嘉義縣公車劉厝庄站